# Вера Јосифовић
Вера Јосифовић (Београд, 30. септембар 1921. — 2001.) била је српска сликарка и ликовни педагог.

## Биографија
Вера Јосифовић је 1947. завршила Академију у Београду. Усавршавала се у Француској, Италији, Великој Британији и Немачкој. Сликала је мртве природе и урбане пределе. Имала је сигуран цртеж са снажним колоритом. Последњих година свог сликања посветила се пастелу.
Први пут је излагала 1946. Од 1954. имала је 18 самосталних изложби. Имала је самосталне изложбе у Београду, Земуну, Зрењанину, Загребу и Новом Саду.